# Dahšur
Dahšur ili Dašur (arapski: دهشور, Dahšūr) je kraljevska nekropola u Egiptu, na zapadnoj obali Nila, oko 40 km južno od Kaira. Najpoznatija je po svojih nekoliko piramida od kojih su dvije piramide faraona Snofrua, među najstarijima, najvećima i najbolje sačuvanima u Egiptu. Zbog toga je 1979. godine upisana na UNESCO-ov popis mjesta svjetske baštine u Africi, zajedno s obližnjim drevnim gradom Memfisom, piramidama u Gizi i nekropolama u Abusiru i Sakari.

## Opis
U Dahšuru se nalazi nekoliko piramida. Savijena piramida (slika desno) je izgrađena za faraona Snofrua, Keopsovog oca (vladao od 2613. – 2589. pr. Kr.). Njezin je oblik neobičan i jedinstven, jer je još u izgradnji došlo do pogreške. Snofru nikad nije pokopan u ovoj piramidi, jer se takva nesavršena građevina nije smatrala prikladnom za pokop kralja.
Crvena piramida je također napravljena za Snofrua i u njoj je pronađena mumija za koju se pretpostavlja da pripada Snofruu. Ova je piramida bila prva prava piramida (strmih stranica) ikad sagrađena.
Piramida Amenemhata II. (12. dinastija, 1929. – 1895. pr. Kr.) je također ovdje, ali je teško oštećena. Blizu nje su pronađene grobnice kraljevskih žena u kojima je bilo mnogo nakita.
Piramida Sesostrisa III. (1878. – 1839. pr. Kr.) je bila dio kompleksa koji je sadržavao nekoliko manjih piramida kraljevskih žena i kćeri.
Najzanimljiviji nalaz u Dahšuru je Crna piramida Amenemhata III., sina Sesostrisa III. Piramida je dosta urušena, te se nadvija nad pustinjskim pijeskom kao brdo. Njegov granitni vrh se danas nalazi izložen u Egipatskom muzeju u Kairu.
U Dahšuru ima još piramida, ali one većinom nisu istražene. Oko njih se nalaze brojne grobnice dužnosnika iz egipatskog Starog i Srednjeg kraljevstva.
- Crna piramida Amenemhata III.
- Skulptura faraona Hora (13. dinastija) iz njegove grobnice
- Nakit iz grobnice Sesostrisa III.
- Otrkiće broda Sesostrisa III. 1895. god.
- Presjek Bijele piramide Amenemhata IV.

## Vanjske poveznice
- Dahšur - mjesto nastanka piramida (engl.)
- Dahshur (engl.)
- Rijetke fotografije unutrašnjosti Savijene piramide